# Gretzenbach
Gretzenbach ist eine Einwohnergemeinde im Schweizer Kanton Solothurn. Sie gehört zum Bezirk Olten.

## Geschichte
1912 wurde bei den Überresten eines römischen Hauses eine Münze mit dem Bild des Kaisers Augustus (31 vor Christus bis 14 nach Christus) und Hadrian (117 bis 137 nach Christus) gefunden.
Erstmals schriftlich bezeugt findet sich der Ort Gretzenbach zur Zeit Karls des Grossen (768–814). Der Name wird im Testament von Bischof Remigius von Strassburg erwähnt, welches auf den 15. März 778 datiert, aber nur in einer Abschrift aus dem 10. Jahrhundert erhalten ist: in fine Grezzinbach. Der Ortsname geht sehr wahrscheinlich auf schweizerdeutsch Gretze ‹Rute, Gerte, Stück eines Reisholz› zurück. Aus diesem wurden sogenannte Kritzen, Gretzen ‹Fach, Fischreuse› hergestellt, welche für den Fischfang in Bächen verwendet wurden. Daraus ergäbe sich für Gretzenbach die Bedeutung ‹(Fisch-)Reusenbach›. Wenig wahrscheinlich ist die Interpretation als ‹Bach des Grazzo›.
Das heutige Gretzenbach beinhaltet das alte Gretzenbach (gelegen bei der katholischen Kirche, vorderer Ortsteil) und den Ortsteil Weid im hinteren Teil des Strassendorfes, welcher auch die noch heutigen Schulanlagen des Dorfes beherbergt. Das ursprüngliche Gretzenbach besass früher kein richtiges eigenes Schulhaus, Weid hingegen schon.
1973 wurde die bis dahin selbstständige Gemeinde Grod mit Gretzenbach fusioniert.

## Geographie

Luftbild (1955)

Gretzenbach liegt im solothurnischen Niederamt, zwischen der aargauischen Kantonshauptstadt Aarau (ca. 6 km Entfernung) und Olten (ca. 10 km Entfernung). Es befindet sich direkt an der Solothurner Kantonsgrenze Richtung Kanton Aargau.
Die Gemeinde Gretzenbach misst 579 Hektar, davon sind rund ein Drittel Wald. Nachbargemeinden sind Schönenwerd, Däniken, Kölliken, Niedergösgen, Oberentfelden, Safenwil und Walterswil.

## Bevölkerung
Die Gemeinde zählt 2817 Einwohner (Dezember 2023).

### Religionen – Konfessionen
Konfessionelle Zugehörigkeit 2005:
- römisch-katholisch: 1033
- evangelisch-reformiert: 764
- christkatholisch: 22
- andere christliche Konfessionen: 43
- konfessionslos: 381
- andere Religionen: 219

## Ortsparteien
In Gretzenbach vertretene Parteien:
- Die Mitte
- SVP
- FOG Fokus Gretzenbach
- FDP
- SP

## Wirtschaft
In Gretzenbach befindet sich mit der Cartaseta AG die einzige WC-Papier-Fabrik der Schweiz.

## Verkehr
Autobahnanschlüsse in Kölliken sowie Aarau bestehen in einigen Kilometern Entfernung. Gretzenbach hat keinen Bahnhof. Dafür hat es in den Nachbardörfern Däniken und Schönenwerd je einen halbstündlich bedienten Bahnhof an der West-Ost-Achse der SBB-Strecke Olten-Aarau.
Die Linie 3 des Busbetrieb Aarau fährt nach Schönenwerd Bahnhof und zum Aarauer Bahnhof. Dort bestehen gute Anschlüsse an die Fernverkehrszüge.
3 Gretzenbach Weid – Schönenwerd Bahnhof – Wöschnau – Aarau Bahnhof
In den Nächten von Freitag auf Samstag sowie von Samstag auf Sonntag ist Gretzenbach an das Nachtnetz der Busbetriebe Olten Gösgen Gäu angebunden.
N23 Schönenwerd Bahnhof – Gretzenbach – Däniken Post – Dulliken – Olten

## Schulen
Gretzenbach verfügt über 3 Primarschulhäuser und ein Kindergartengebäude. Es ist in einem Schulverband mit Däniken und Schönenwerd eingebunden. In Schönenwerd liegt die Sekundarschule mit den Profilen B, E und P.

## Kultur und Sehenswürdigkeiten
- Wat Srinagarindravararam (seit 1996), ein Kloster und Tempel, spirituelles und kulturelles Zentrum der Thailänderinnen und Thailänder in der Schweiz
- Überreste eines römischen Wohnhauses mit eingebautem Bad neben der Pfarrkirche
- Ausgrabungen eines römischen Wohnhauses mit Bad
- Walderlebnispfad[8]

## Persönlichkeiten
- Bruno Stephan Scherer (1929–2017), Benediktiner und Schriftsteller
- Harry Gugger (* 1956), Architekt
- Walter Wobmann (* 1957), Nationalrat (SVP), lebt in Gretzenbach

## Bilder

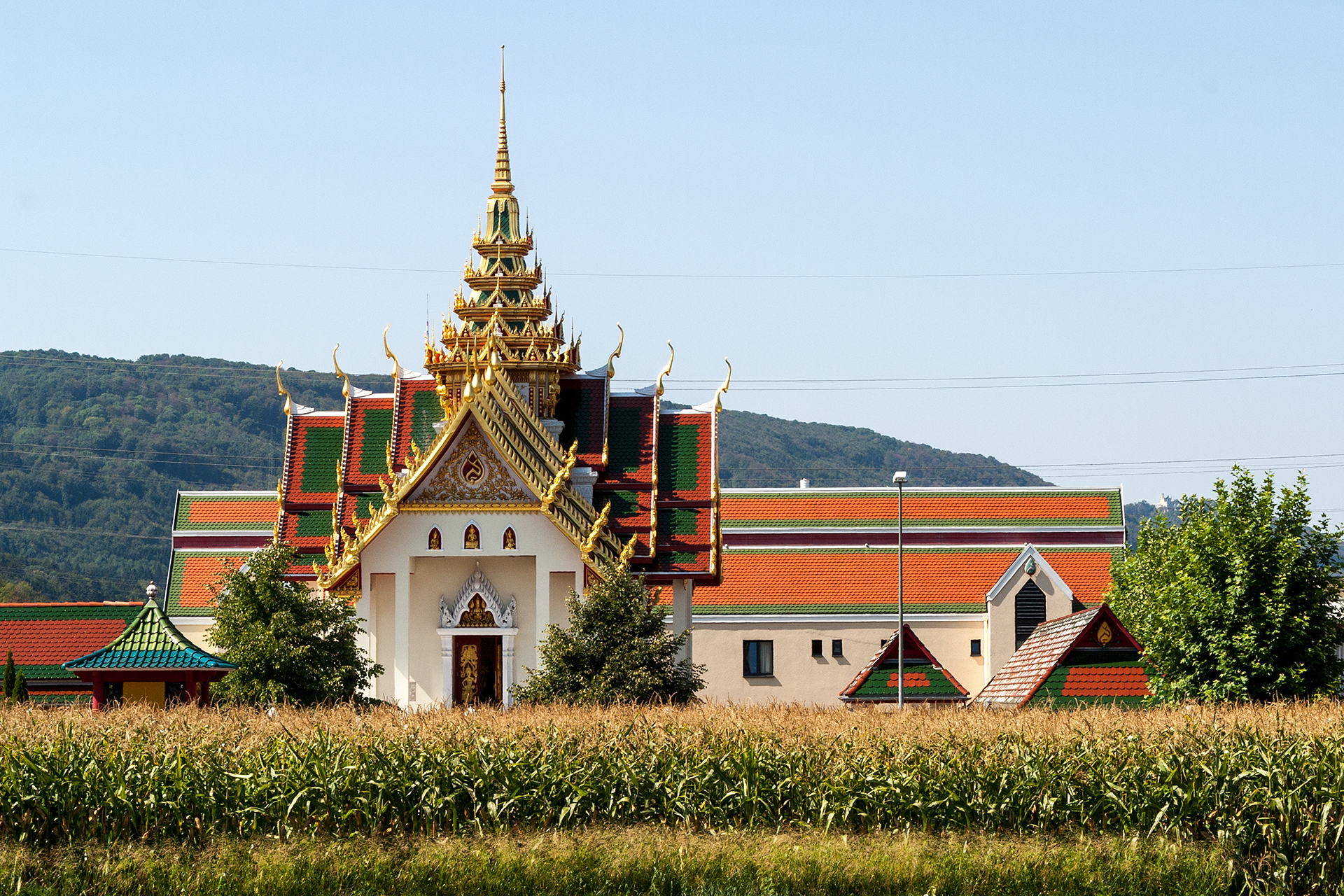
Thai-Tempel Wat Srinagarindravararam
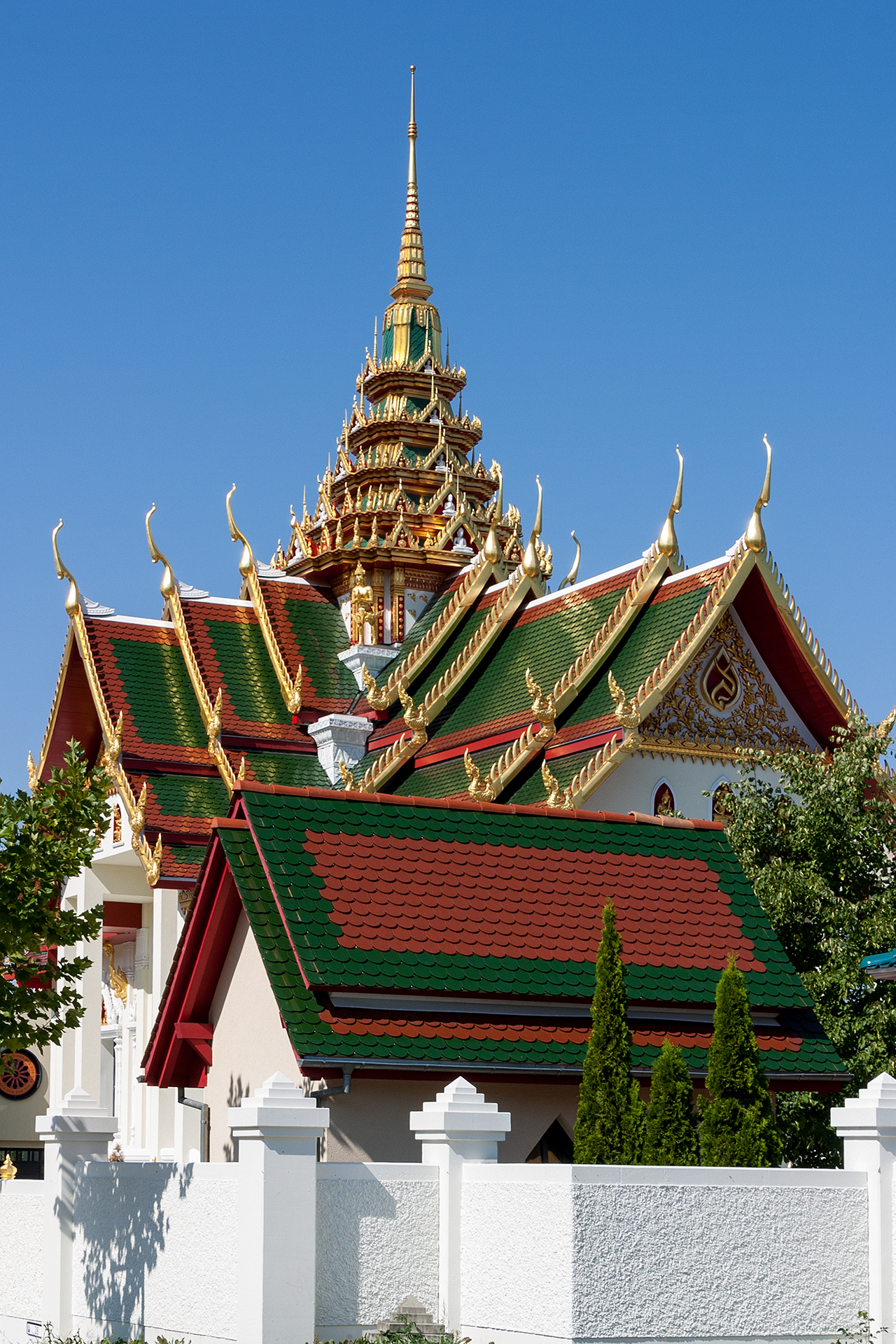
Thai-Tempel Wat Srinagarindravararam
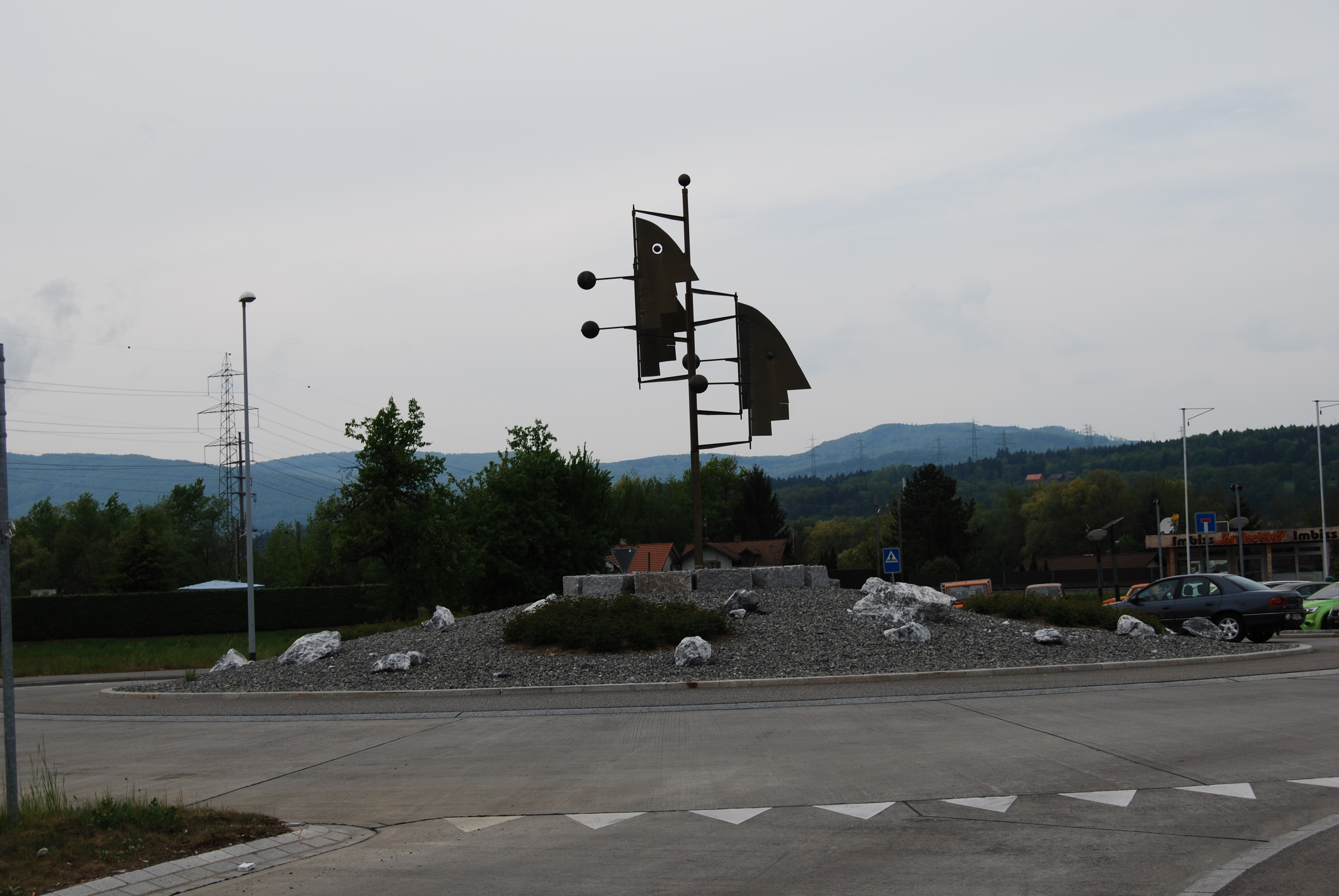
Verkehrskreisel an der Hauptstrasse 5
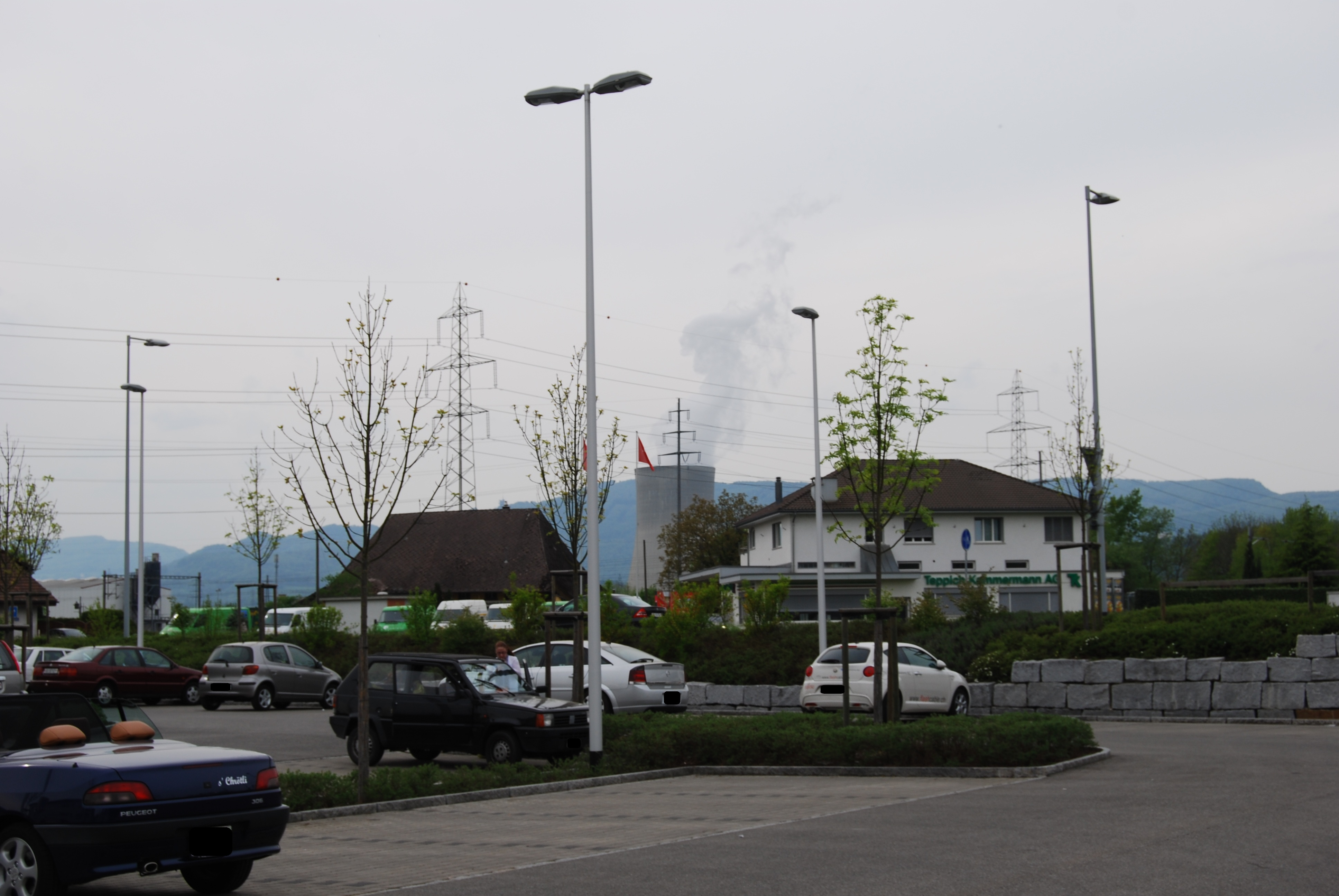
Blick auf den Kühlturm des Kernkraftwerks Gösgen
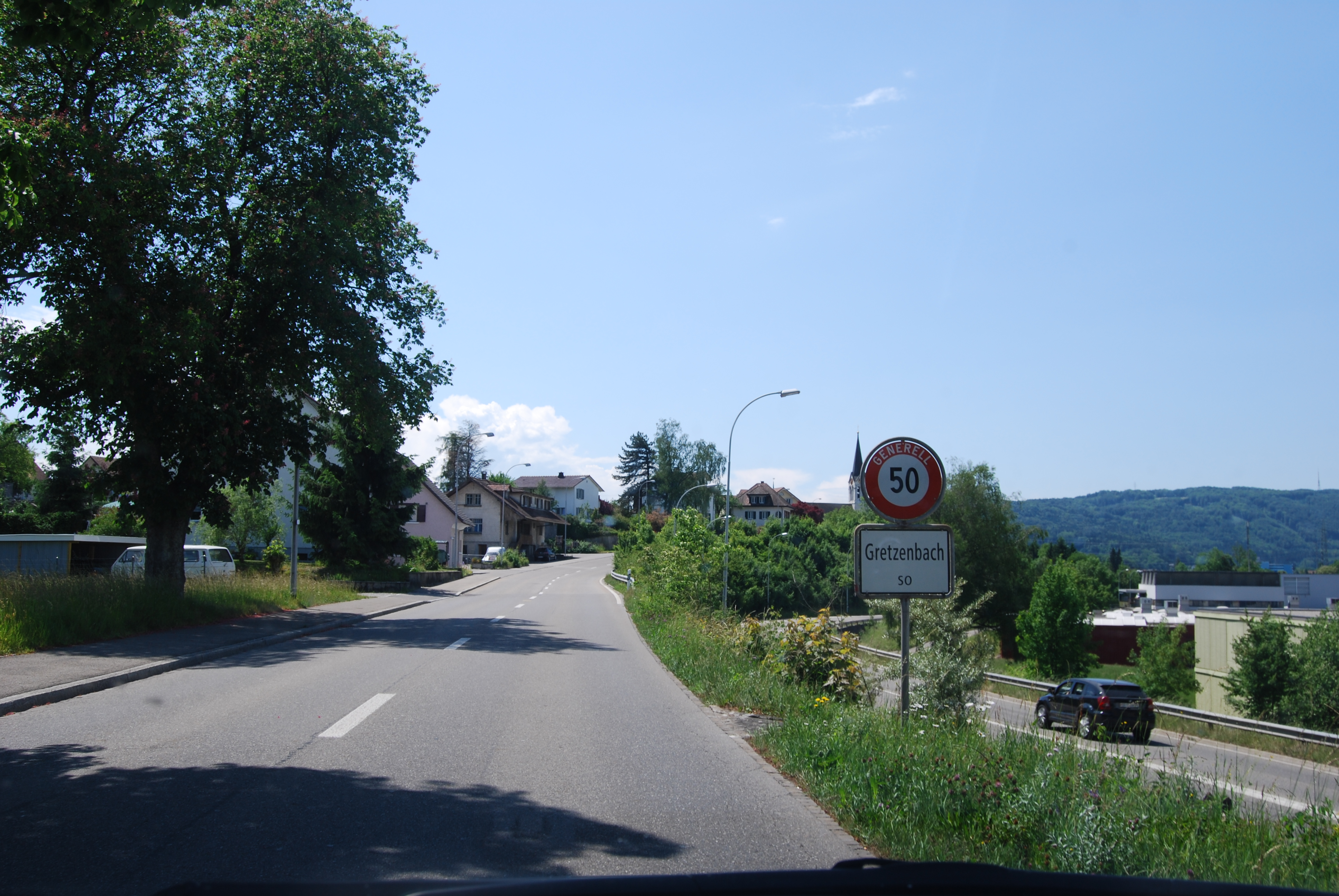
Ortseingang von Schönenwerd her kommend
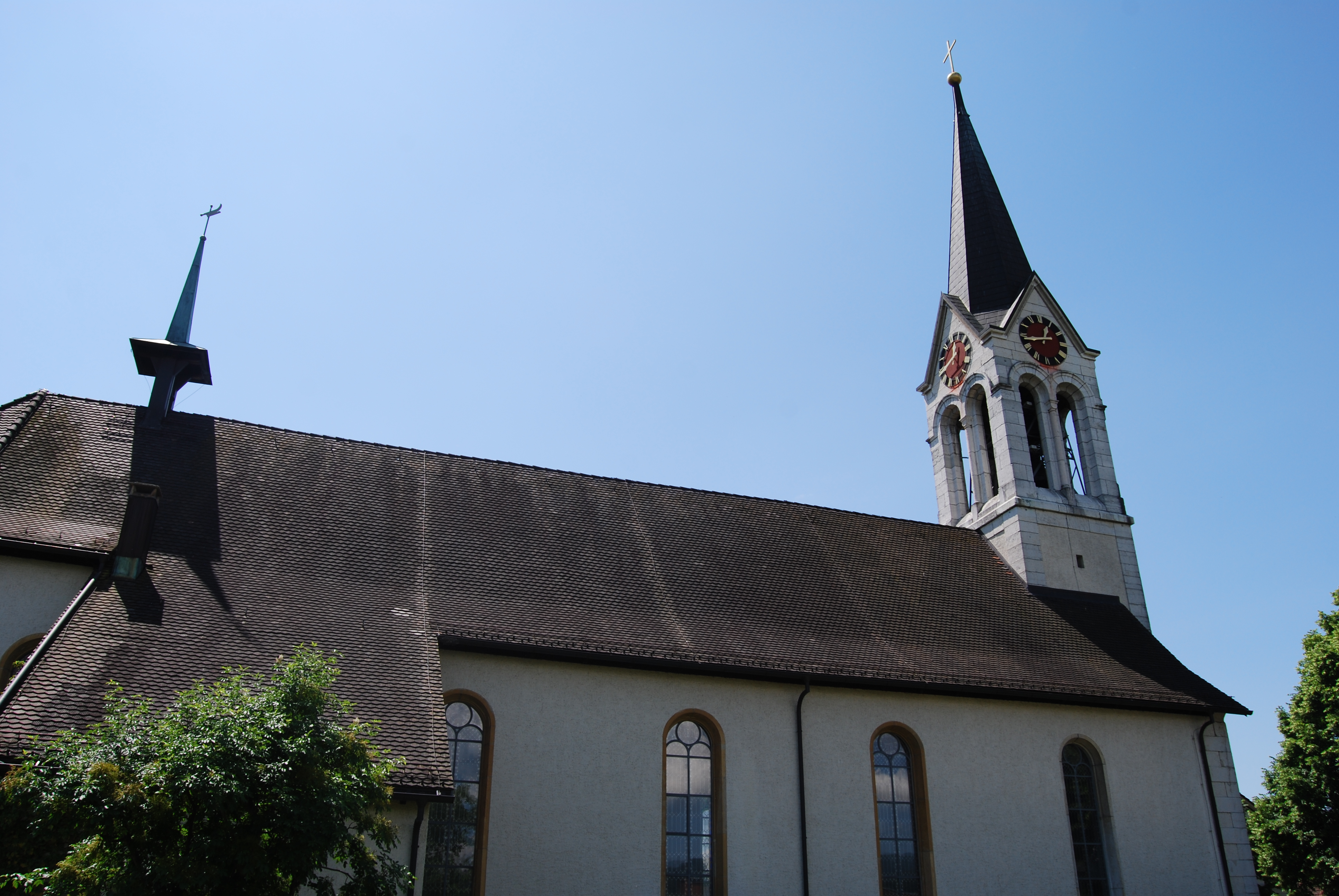
Paritätische Ortskirche
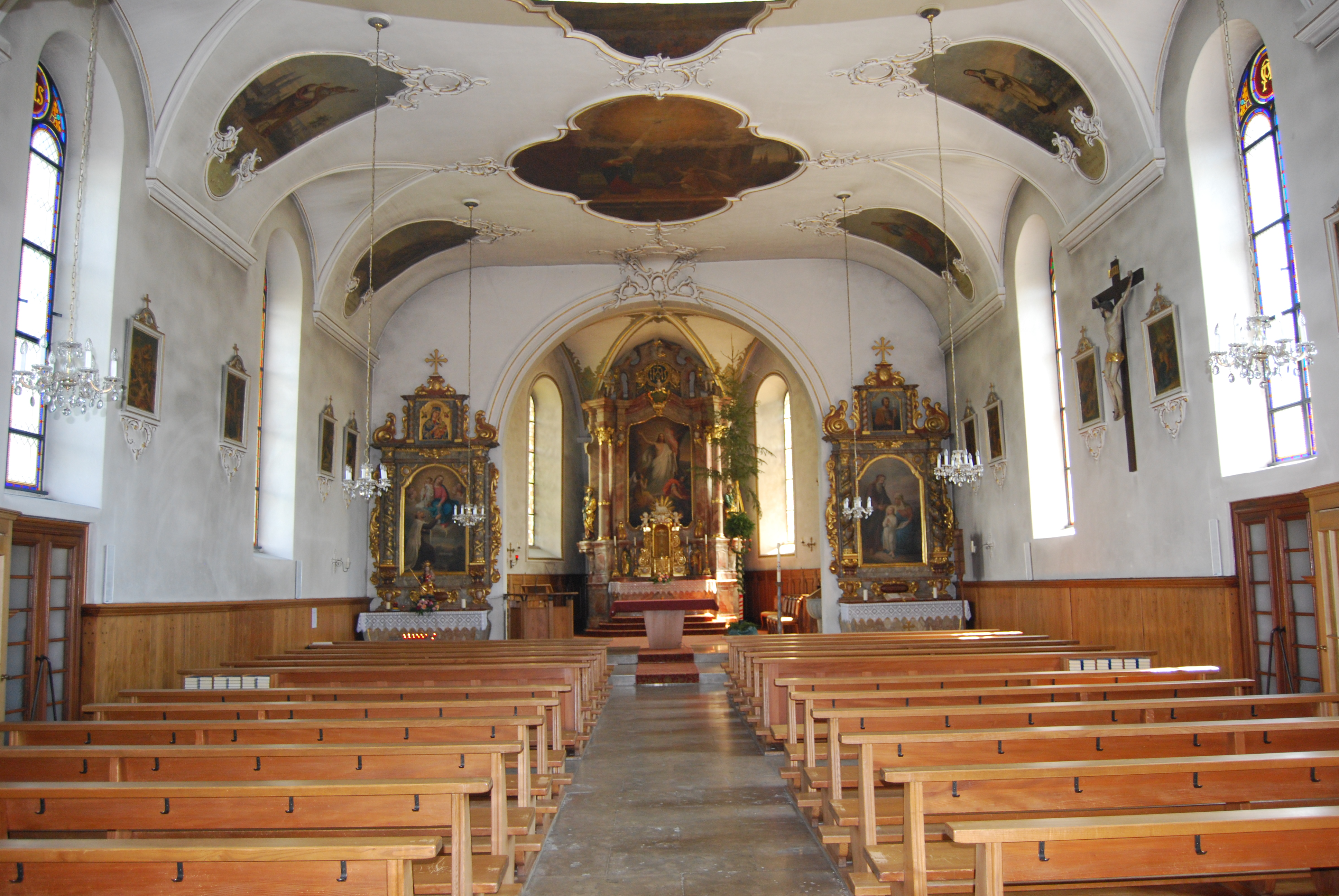
Innenansicht der Kirche mit Blick auf den Altar
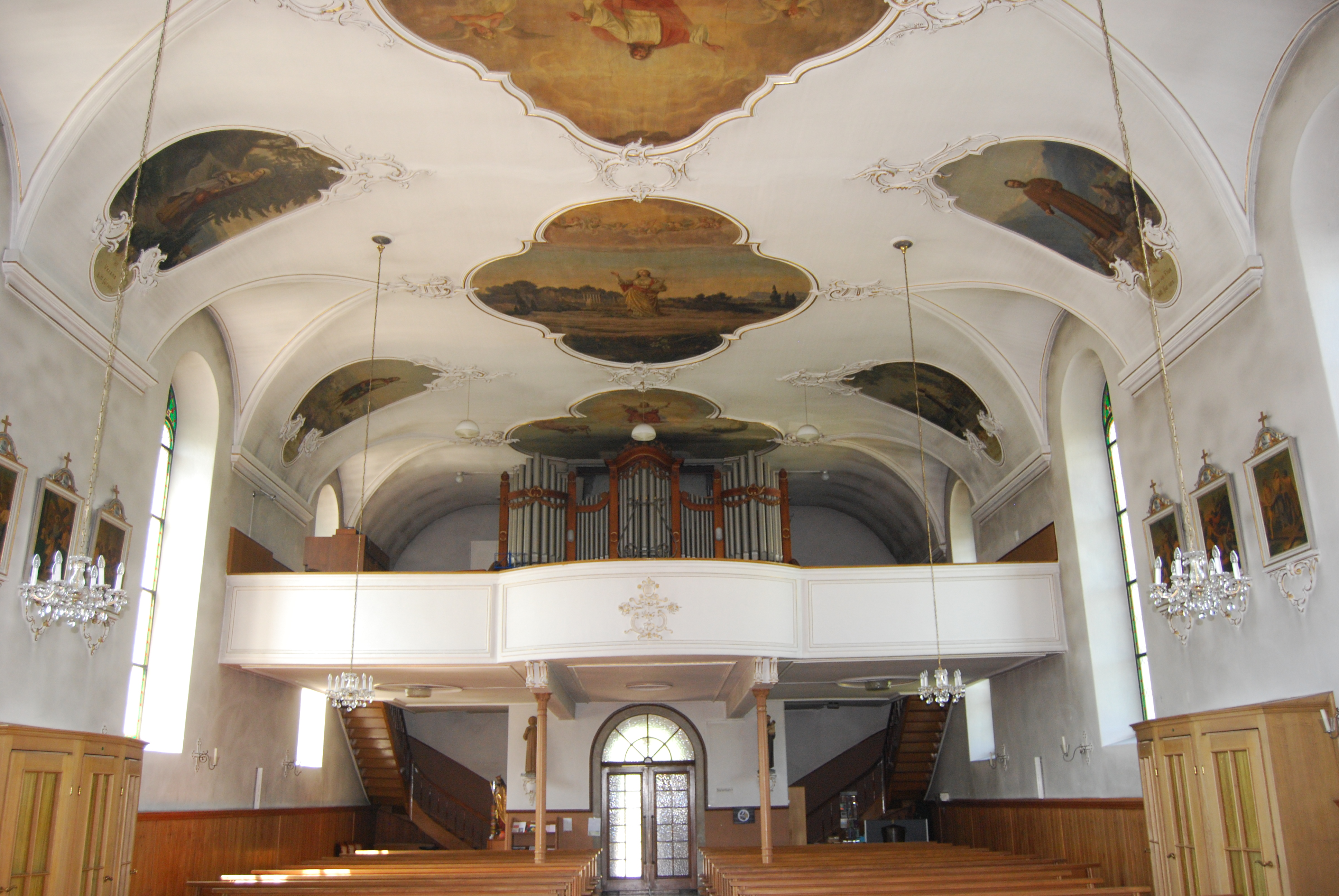
Innenansicht der Kirche mit Blick auf die Orgel